# Podalonia hirticeps
Podalonia hirticeps är en biart som först beskrevs av Cameron 1889.  Podalonia hirticeps ingår i släktet Podalonia och familjen grävsteklar. Inga underarter finns listade i Catalogue of Life.